# Franco Indovina
Franco Indovina (Palermo, Italia, 1932 - ibídem, 5 de mayo de 1972) fue un guionista y director de cine italiano.

## Biografía
Franco Indovina comenzó a trabajar como asistente de Luchino Visconti en 1959, quien, a su vez, lo contrató como asistente de dirección en las películas L'avventura, La notte y  L'eclisse, además de que hizo lo propio en las cintas Salvatore Giuliano de Francesco Rosi y Matrimonio all'italiana de Vittorio De Sica.
En 1965 Indovina debuta como director y guionista en la película Menage all'italiana y, por otra parte, dirige el último de los tres episodios (del cual también escribe el guion) de la película I tre volti, hecha especialmente para el lanzamiento como actriz de la Princesa Soraya de Irán. Aunque esta cinta fue en general un fracaso de crítica y taquilla, este episodio en particular recibió buenos comentarios y, paralelamente, el director comienza a tener un romance con Soraya a pesar de que él estaba casado y su esposa, Amalia, estaba embarazada de la segunda hija de ambos, la hoy actriz Lorenza Indovina.
Dos años después, en 1967, Indovina filmaría la comedia Lo scatenato, sobre la base de un guion suyo coescrito con Tonino Guerra y protagonizada por Vittorio Gassman y Martha Hyer. También, en 1967, participaría en la película de episodios francesa Le Plus Vieux Métier du monde junto con Claude Autant-Lara, Mauro Bolognini, Philippe de Broca, Jean-Luc Godard y Michael Pfleghar.
En 1970 la mancuerna Indovina-Guerra repite con la cinta Giochi particolari, la cual sería protagonizada por Virna Lisi, Marcello Mastroianni y un jovencísimo Timothy Dalton. Luego, Indovina filmaría Tre nel mille, que sería estrenada en 1971 y terminaría siendo su última película.
A comienzos de 1972 Indovina anunció sus planes de casarse con la princesa Soraya a mediados de ese año, luego de que en 1968 el Tribunal de la Sacra Rota anulara su primer matrimonio. Sin embargo, dicho enlace jamás llegará a realizarse, ya que el 5 de mayo Franco Indovina abordó el Vuelo 112 de Alitalia con destino a su ciudad natal para ir a votar en las elecciones generales que se llevarían a cabo un par de días después. cuando el avión está a punto de aterrizar en el aeropuerto, termina chocando contra el cerro Montagna Longa, falleciendo tanto Indovina como los restantes 114 pasajeros. Este accidente aéreo es considerado como el peor de la historia de la aviación de Italia hasta la fecha.
En 2010 la película Lo scatenato fue exhibida como parte de una retrospectiva de la comedia italiana durante la 67.ª edición del Festival Internacional de Cine de Venecia.

## Filmografía
- Menage all'italiana (1965)
- I tre volti (1965) Episodio: “Latin Lover”
- Lo scatenato (1967)
- Le Plus Vieux Métier du monde (1967) Episodio: “L'Ère préhistorique”
- Giochi particolari (1970)
- Tre nel mille (1971)